# Гильом де Монфор
Гильом де Монфор (фр. Guillaume de Montfort) или Гильом де Эно (фр. Guillaume de Hainaut)  — сеньор де Монфор-л’Амори и д’Эпернон в конце X — начале XI века, родоначальник дома Монфор-л’Амори, представители которого играли заметную роль в истории средневековых Франции и Англии.

## Биография
В первичных источниках происхождение Гильома не указывается. Адольф Дион предположил, что Гильом был двоюродным братом графа Ренье IV де Эно. Существует гипотеза, основанная на ономастических данных, что отцом Гильома был Амори, граф Валансьена.
О биографии Гильома известно очень мало. После восстания графа Эно Ламберта III против императора Оттона I тот в 958 году был лишён своих владений, а члены его семьи получили пристанище при французском дворе.
Король Франции Роберт II Благочестивый поручил Гильому построить в лесу Ивелин два замка. Один замок получил название Спарнон (современный Эпернон. Второй замок, получивший название Мон-Фор (Монфор, лат. Monte-Forti, позже — Монфор-л’Амори), был построен на севере, на холме. Адольф Дион предположил, что эти замки предназначались для защиты королевского замка Сен-Лижье-ан-Ивелин, в котором предпочитал жить Роберт II, располагавшегося на равноудалённом расстоянии от Монфора и Эпернона.
Изначально Гильом был шателеном замка Монфор, но позже он смог превратить его в наследственное владение. Замок первоначально был деревянный, позже Амори I, сын и наследник Гильома, начал строить на его месте каменный замок.

## Брак и дети
Имя жены Гильома неизвестно, но согласно частично сохранившегося продолжения «Истории» монаха Эймона, написанного в XII веке, жена Гильома была наследницей Ножана. У Гильома известен один сын:
- Амори I де Монфор (ум. после апреля 1052), сеньор де Монфор и д’Эпернон[5][7].